# Gabriel Bau
Gabriel Bau (ur. 1892 w Barcelonie, zm. 1944) – hiszpański piłkarz z początku XX wieku. Występował m.in. w FC Barcelonie i w RCD Espanyol.
Pierwsze wzmianki na temat kariery Gabriela Bau pochodzą z 1909 roku. Piłkarz zadebiutował w klubie RCD Espanyol, lecz grał tam tylko trzy miesiące. Po krótkim pobycie w RCD Espanyol przeniósł się do Barcelony, gdzie grał do końca kariery.